# Wormser Tafeln

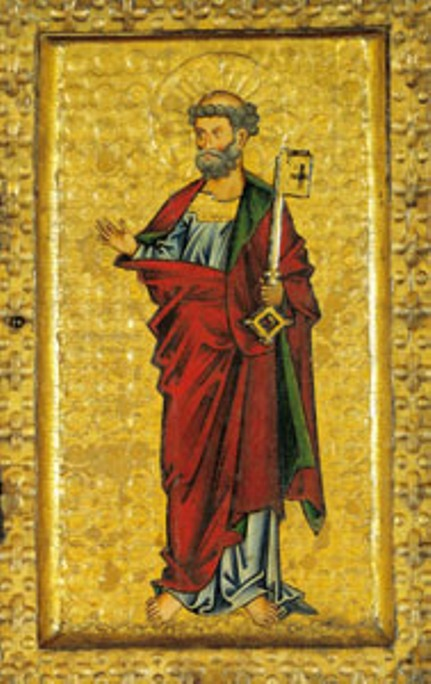
Wormser Tafeln: Apostel Petrus

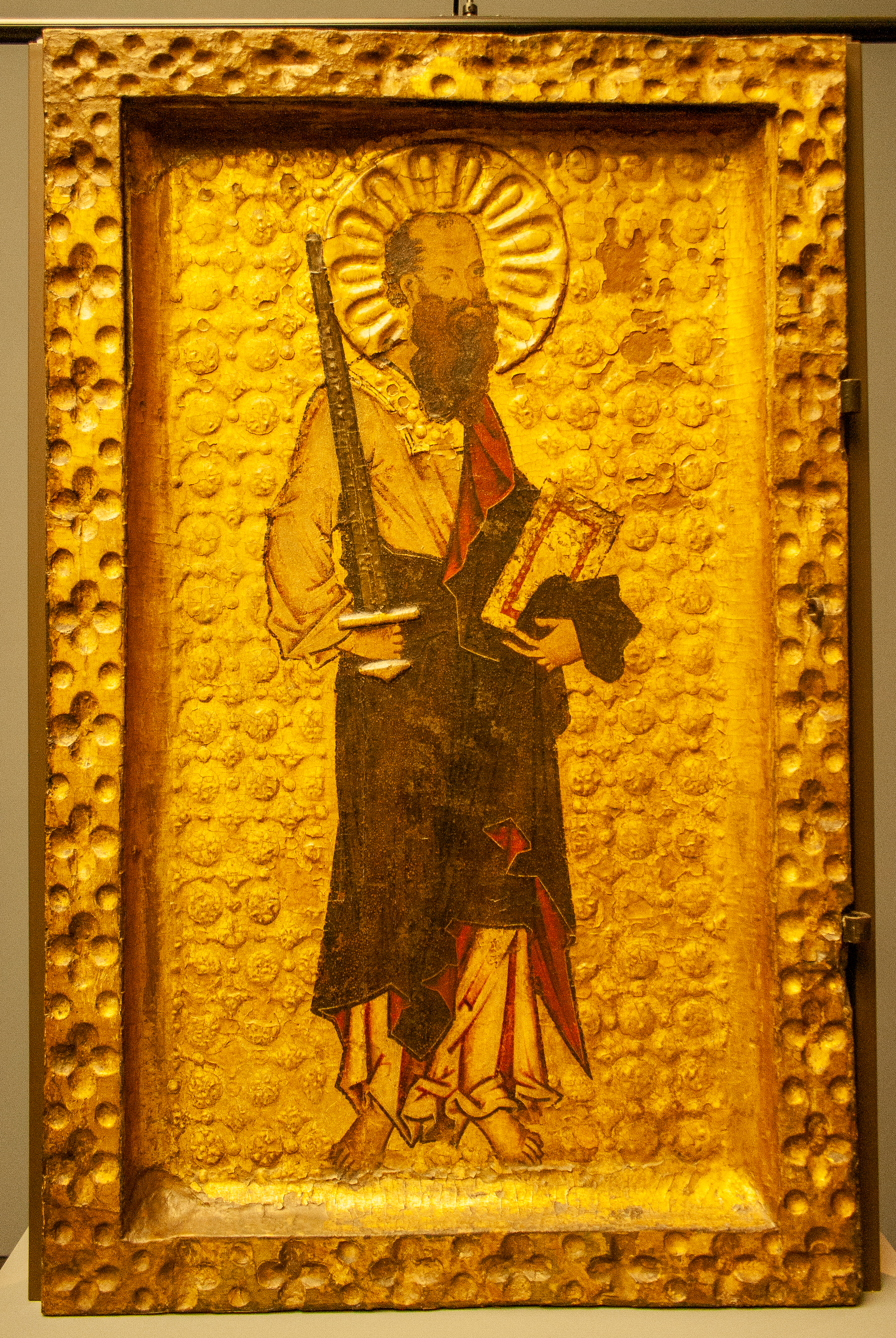
Wormser Tafeln: Apostel Paulus

Als Wormser Tafeln werden zwei Altarflügel bezeichnet, die um 1250 gemalt wurden. 
Die Flügel waren Teil eines transportablen Altaraufsatzes, zu dem auch eine Mitteltafel gehörte, diese ist jedoch heute nicht bekannt. Die  Flügel sind beidseitig bemalt und ihre auf Eichenholz gemalten Heiligenbilder sind früheste Werke der deutschen Tafelmalerei und dem Zackenstil zuzuordnen. Sie befinden sich seit 1938 im Hessischen Landesmuseum in Darmstadt. 
Altaraufsätze wurden schon im frühen Mittelalter auf den ursprünglich frei stehenden Altartisch von Kirchen gestellt, um die in der Kirche verehrten Heiligen bildlich darzustellen. Anfang des 13. Jahrhunderts entstanden erste gemalte Wandelaltäre, für die ein Mittelschrein mit schließbaren Flügeln versehen wurde. Der Schrein war an Werktagen geschlossen und die Innenseite dann nur an Feiertagen zu sehen, wenn die Flügel geöffnet wurden. Die Wormser Tafeln zeigen auf dem linken Flügel außen Nikolaus und innen Paulus, auf dem rechten Flügel außen Stephanus und innen Petrus. Der Wormser Dom ist dem heiligen Petrus geweiht und dort wurden bereits früh Reliquien des heiligen Nikolaus als Patron der Seefahrer und Binnenschiffer verehrt.